# Macbeth (film, 1971)
A Macbeth (The Tragedy of Macbeth) 1971-ben bemutatott színes, angol–amerikai történelmi filmdráma. Roman Polański alkotása William Shakespeare 1603 és 1606 között keletkezett, történelmileg nem teljesen hiteles királydrámájának egyik legismertebb filmváltozata, melynek naturalizmusa a bemutató idején különösen sokkoló hatású volt, és vitákat váltott ki. A forgatás 1970 novemberétől 1971 áprilisáig tartott. Polański filmjén kívül az „avoni bárd” művéből az évtizedek során számos egyéb filmváltozat is készült olyan elismert rendezők által, mint például Orson Welles, Kuroszava Akira és Tarr Béla.

## A cselekmény
|  | Alább a cselekmény részletei következnek! |

Duncan király (Nicholas Selby)

Három boszorkány jelenik meg az eső áztatta, néptelen pusztaságon. Egy kisebb gödröt ásnak a földbe, melybe többek között egy kötélhurkot és egy levágott emberi alkart helyeznek, kezében egy tőrrel. Betemetik a lyukat, egy kis üvegcséből vért öntenek rá, miközben varázsszavakat mondogatnak. Utána továbbindulnak, és eltűnnek a ködben. A táj rövidesen véres ütközet színhelye lesz. A csata Macbeth és hű barátja, Banquo embereinek győzelmével ér véget. Duncan király boldogan fogadja a győzelem hírét. Az egyik nemestől, Rosstól értesül Cawdor thánjának árulásáról. Az uralkodó elrendeli az áruló kivégzését, és Macbethet emeli tháni rangra. A derék katonának egyelőre fogalma sincs a királyi kegyről, éppen Banquo társaságában poroszkál a lován, amikor a szakadó esőben a három boszorkány akad útjukba. A szipirtyók Cawdor thánjaként üdvözlik Macbethet, akiből hamarosan király lesz. A barátok nem veszik komolyan a hízelgő szavakat, mindazonáltal Banquo is hallani szeretné a rá vonatkozó jóslatot. A boszorkányok így felelnek: „Kisebb leszel, mint Macbeth, és nagyobb. Nem oly szerencsés, mégis boldogabb. Királyokat nemzel, bár nem vagy az.” Ezután az ördög szolgálólányai úgy eltűnnek, hogy a két jó barát már-már azt hiszi, csupán képzelődtek. Macbeth fejében azonban nagyravágyó gondolatokat ébreszt a jóslat. De hát hogyan is lehetne ő Cawdor thánja, nemhogy király, hiszen még él a thán? Hamarosan megérkezik Ross, Duncan embere Macbeth kinevezésének hírével. Az újdonsült thán úgy gondolja, ha a jóslat első fele máris beteljesült, miért ne lehetne igaz a másik fele is? A józan gondolkodású Banquo figyelmezteti barátját, hogy a váratlan kinevezés esetleg vágyakat ébreszthet benne a trón iránt is, Macbeth azonban elhárítja a feltételezést. Pedig fejében tényleg ez a gondolat motoszkál, de úgy dönt, hogy semmit nem tesz azért, hogy a jóslat második fele megvalósuljon, csupán hagyja, hogy megtörténjenek vele a dolgok.
Lady Macbeth levelet kap a férjétől. Az asszony ebből értesül a titokzatos jóslatról és arról, hogy annak első fele máris beteljesedett, hiszen Duncan Cawdor thánjának rangjára emelte a hűséges Macbethet. Lady Macbeth attól tart, hogy becsvágyó férjéből hiányzik a cél eléréséhez szükséges gonoszság, inkább tisztességesen akar győzni. Az asszony megfogadja, hogy ő majd tettekre fogja sarkallni az urát. Az alkalom hamar eljön. Duncan szívélyesen fogadja Macbethet és Banquót, újabb uralkodói kegyként pedig bejelenti, hogy ellátogat az új thán várába. Macbeth szívét azonban keserűség önti el, hiszen Duncan tudatja a jelenlevőkkel azt is, hogy fiát, Malcolmot nevezi ki örökösévé és Cumberland hercegévé. Újabb akadály a trón felé vezető úton! Macbeth a király közelgő látogatásának hírével tér haza: nincs sok idejük, Duncan még aznap ellátogat hozzájuk. Lady Macbeth megkérdezi, mikor távozik az uralkodó. „Holnap, úgy tervezi” – hangzik Macbeth válasza. Az asszony kimondja kettőjük titkos vágyát: „Ó, sose lássa Nap azt a holnapot.” Lady Macbeth arra kéri a férjét, hogy hagyja rá a cselekvést, a férfi azonban még nem szánta el magát a tettre. Miközben a vár népe lázasan készülődik a király fogadására, az úrnő némán fohászkodik azért, hogy legyen ereje véghez vinni azt, amit eltervezett, és ne gyötörje a lelkifurdalás. Megérkezik Duncan király. Szívélyesen üdvözli Lady Macbethtet, aki a férjéhez vezeti az uralkodót. Vacsora közben a ház ura alig eszik pár falatot: gondolataiban a hatalomvágy és a lelkiismeret csatáznak egymással. Kint tombol a vihar, a várban azonban víg mulatság zajlik. Senki sem sejti, hogy mi játszódik le Macbeth fejében. A férfi távozik a teremből. Magányában arra gondol, hogy Duncan szelíd és jó király, ráadásul vendégként érkezett hozzá. Talán a leghelyesebb lenne távol tartani a ház veszedelmes úrnőjét az uralkodótól.

A jóslat beteljesült: Macbethet királlyá választják (Jon Finch)

Megjelenik Lady Macbeth, és kérdőre vonja férjét gyanút ébresztő viselkedése miatt. Macbeth nem akar cselekedni, hiszen a király már épp eléggé kitüntette őt a kegyeivel. Az asszony gyávasággal vádolja az urát, akinek csak vágyai vannak, beteljesülésükért viszont semmit nem tesz. Elmondja a saját tervét. Altatóport kever a király kamarásainak borába, és ha azok részeg álmukat alusszák majd, ők ketten azt tehetnek Duncannel, amit csak akarnak. Rövidesen eljő a cselekvés órája, a vár népe nyugovóra tér. Lady Macbeth elindul a boroskancsóval a király kamarásaihoz. Macbeth a sötétben várakozik. Meglátja Banquót és fiát, Fleance-t. Akaratlanul zajt csap, ezért kénytelen néhány szót váltani a barátjával. Felidézik a boszorkányok jóslatát, és Macbeth arra kéri Banquót, hogy alkalomadtán beszélgessenek majd erről. Miután minden elcsendesedik, Macbeth előtt megjelenik egy tőr. Nem tudja megragadni, hiszen csak képzelete játszik vele. A tőr a király hálószobája felé vezeti. A kamarások valóban részeg álomba merülve fekszenek a földön, ahogyan a ház úrnője eltervezte. Akkor sem ébrednek fel, amikor Macbeth egyikőjük testét végigvonszolja a földön. Elveszi a kamarások tőreit, és azokkal öli meg a békés álmából felriadó Duncant. A király teste a földre zuhan, ahol Macbeth könyörtelenül keresztüldöfi a torkát. Lady Macbeth az udvaron várakozik a férjére, aki hamarosan megérkezik, és bejelenti, hogy végrehajtotta borzalmas tettét. Az asszony megnyugtatja őt, hogy nincs miért gyötrődnie, hiszen „amit tettünk, egy kevés víz lemossa”. Meglátja Macbeth kezében a véres tőröket. A férfi nem hajlandó visszavinni azokat a tett színhelyére, ezért felesége kénytelen cselekedni. A kamarások arcát bekeni vérrel. Így majd mindenki azt fogja gondolni, hogy ők gyilkolták meg Duncant. Miután visszatér Macbethhez az udvarra, mindketten kezet mosnak. Az asszony figyelmezteti férjét, hogy át kell öltözniük, mintha aludtak volna. Senki ne gondolja azt, hogy valójában egész éjjel ébren voltak. Sietniük kell, hiszen valaki egyre erősebben döngeti a kaput, és félő, hogy az ismeretlen hamarosan felver mindenkit.
A kapus engedi be az érkezőt: Macduff az, aki a királyért jött, mivel az uralkodó korán akart útnak indulni. Megjelenik Macbeth is, immár hálóruhában, és a király hálószobájához vezeti Macduffot. Néhány pillanat múlva a férfi üvöltése hallatszik. Macduff kirohan a szobából, a király halálának hírével fellármázza az egész várat. A tragédia miatt félreverik a harangot. A király kamarásai is kezdenek magukhoz térni. Fogalmuk sincs, mi történt, csodálkozva látják maguk mellett a véres tőröket és egymás véres arcát. Megszólalni sincs idejük, Macbeth kardot ránt, és végez velük. Felébrednek a király fiai is, Malcolm és Donalbain. Értesülnek apjuk szörnyű haláláról és arról, hogy a gyilkosokkal Macbeth hirtelen felindultságában máris végzett. A kamarások összekaszabolt testének látványától Lady Macbeth elájul. Banquo azt mondja, azonnal cselekedni kell. A két királyfi nem tart a nemesekkel, mert arra gyanakszanak, hogy valójában köztük van az, aki végzett az apjukkal. Különválva elmenekülnek: Malcolm az angoloknál, Donalbain az íreknél keres menedéket. Ross sem hiszi, hogy a két kamarás lett volna a tettes. Macduff szerint azonban valamelyik királyfi parancsára cselekedhettek, hiszen lám, mindketten elmenekültek, ami bűnösségük egyértelmű bizonyítéka. A nemesek maguk közül választanak új uralkodót, és Macbethet emelik a pajzsra. Teljesült tehát a jóslat második fele is, Macbethből király lett!
Lassan minden visszatér a szokott kerékvágásba. Az új király meghívja az esti vacsorára Banquót is. A hű barát elfogadja a szíves invitálást, a király kérdésére válaszolva pedig elmondja, hogy fiával, Fleance-szal együtt délután kilovagolnak a szokott útvonalukon. Macbeth, aki mindent megtett annak érdekében, hogy a banyák jóslata valóra váljon, most annak érdekében cselekszik, hogy a jóslat Banquóra vonatkozó része ne teljesüljön. El kell tüntetni a föld színéről barátját a fiával együtt, hiszen immár csak ők ketten azok, akik veszélyeztetni tudják a hatalmát. A király merénylőket küld apa és fia után. Parancsa egyértelmű: még aznap végezni kell mindkettőjükkel. Ezután lepihen egy kis időre. Rémálmot lát, amelyben Fleance – Banquo közreműködésével – megöli őt az ágyában. Álmából Lady Macbeth ébreszti fel. A király nem avatja be asszonyát az újabb gyilkosság tervébe. Az erdőben a két orgyilkos Ross segítségével csapdát állít Banquónak és fiának. Banquo felveszi a küzdelmet a támadóival, fiát pedig menekülésre szólítja fel. Ross megpróbálja útját állni Fleance-nak. Banquo segíteni akar a fiúnak, ezért hátat fordít saját ellenfelének. Sorsa ezzel megpecsételődik, merénylői végeznek vele. Fleance elmenekül. Az orgyilkosok később jelentik a történteket Macbethnek. A király csalódottan veszi tudomásul Fleance megmenekülését. A maga módján hálálja meg a gyilkosok szolgálatait, akik rövidesen örökre eltűnnek.
Beköszönt az este, a meghívottak elfoglalják helyüket az asztaloknál. Banquo helye üres. Ross invitálja a királyt, hogy üljön le közéjük az üres helyre, Macbeth szerint azonban a szék már foglalt. Banquo szellemét látja felemelkedni a székből, és a véres arcú férfi elindul feléje. A király rémülten hátrál, és azt kiáltja, nem ő tette vele mindezt. A vendégek döbbenten figyelik az uralkodót. Lady Macbeth megpróbálja megmenteni a helyzetet, és azt állítja, férjét csupán gyermekkori rémlátomások gyötrik. Mivel Macbeth képtelen összeszedni magát, a királyné távozásra szólítja fel a vendégeket. Amikor a házaspár egyedül marad, arról beszélgetnek, hogy Macduff sem jelent meg, noha meghívták. Megállapodnak abban, hogy másnap hajnalban Macbeth felkeresi a boszorkányokat, hogy megtudja további sorsát. Így is cselekszik. A boszorkányok előre megérzik a jövetelét. Macbeth egyenesen a banyák gazdájától szeretné megtudni a jövőre vonatkozó jóslatot. Ehhez innia kell abból a bűvös erejű löttyből, melyet a boszorkányok főztek a kondérban. Az üstbe pillantva Macbeth egyszerre látja a múlt és a jövő képeit, és hallja a biztatónak tűnő jóslatot: „Akit asszony szült, teneked nem árt […] Nem győz soha ellenség Macbethen, míg a birnami erdő Dunsinane dombjára nem vonul.” Mire a látomás elillan, és Macbeth magához tér, már megvirradt, ő maga pedig egyedül fekszik a barlang földjén a kihűlt kondér mellett.
Macbeth mellől fogyatkozni kezdenek a nemesek, Macduff is az angolokhoz menekül. A király biztos akar lenni a dolgában, ezért parancsot ad Macduff háza népének lemészárlására. Először Ross keresi fel Lady Macduffot. Az asszony neheztel a férjére, aki családját hátrahagyva szökött az angolokhoz. Árulónak tartja őt, és fiának is így beszél róla. Ross távozik, a vár kapuja azonban nyitva marad utána. Pillanatokon belül megjelennek Macbeth emberi, és kegyetlen módon végeznek mindenkivel, nem kímélve sem az asszonyokat, sem a gyermekeket. Dunsinane várában, Macbeth otthonában a királynét a lelkiismerete gyötri. Látomásai vannak, vérfoltokat lát a kezén, melyeket hiába próbál kézmosással eltüntetni. A dada titokban odahívja az orvost, hogy gyógymódot javasoljon Lady Macbeth bajára. Az orvos szerint itt papra lenne szükség, nem doktorra. Meghagyja, hogy a dada tegyen el mindent, amivel a királyné kárt tehetne magában, és fokozott figyelemmel vigyázzon rá. Macbeth a banyák újabb jóslatában bízva gúnyosan fogadja az ellene szövetkezőkről szóló híreket. Darabokra tépi vagy egyenesen a tűzbe veti azokat az okmányokat, amelyek az angol seregek készülő támadásáról szólnak. Azzal sem törődik, hogy fogynak körülötte a nemesek. Amikor azonban még egy thán szökik át az ellenséghez, Ross helyett saját szárnysegédjét, Seytont nevezi ki az áruló helyére. A csalódott Ross szintén átáll az ellenséghez. Találkozik Macduff-fal, akivel tudatja családja szörnyű sorsát. Macduff bosszút esküszik. Az angol hadak Malcolm vezetésével Macbeth ellen készülődnek. A birnami erdőnél sorakoznak fel a csapatok.

Macbeth végzete beteljesült (Jon Finch)

Az elbizakodott Macbeth kigúnyolja az ellenség terveiről beszélő hírnököt. Páncélba öltözik, és kész az utolsó leheletéig harcolni, hogy megvédje hatalmát. Nevetve néz szembe a halállal, hiszen soha meg nem történhet az, hogy a birnami erdő elinduljon Dunsinane felé, ezért királyi hatalma nincs komoly veszélyben. Bízik az erős falakban is, egykori félelme a múlté. Hol vannak már azok az idők, amikor azon a borzalmas éjszakán riadtan rezzent össze a kuvik éji hangjára? Lady Macbeth halálának híre sem rendíti meg igazán: a tébolyult királyné kivetette magát az ablakból, összetört teste a vár udvarán fekszik. Hajnalban az őrszem különös jelenségről számol be az uralkodónak: a birnami erdő megindult a vár felé. Macbeth felrohan a toronyba, hogy meggyőződjön arról, igazat beszél-e az őr. Az erdő valóban fenyegetően közelít a vár felé: az angol sereg katonái egy-egy faágat tartanak maguk előtt, hogy pontos létszámukat ne lehessen megbecsülni. Macbeth riadót rendel el. A vár népe menekülni próbál. Seyton meg akarja akadályozni, hogy az emberek elmeneküljenek, az egyik katona azonban végez vele. Az ellenség üresen találja a várat. Csupán egyvalaki nem menekült el: a király, aki a trónteremben néz farkasszemet az ellene támadókkal. Bízik még a jóslatban, hiszen nincs oka a félelemre: akit anya szült, az nem árthat neki. És valóban, pillanatok alatt végez azokkal, akik rátámadnak. Elbizakodottságában kihívja maga ellen a végzetet, és azt kiáltja, csak az álljon a kardja elé, akit nem anya szült, másnak ugyanis semmi esélye vele szemben. Macduff lép elő. A két férfi összecsap. Úgy tűnik, Macduff marad alul. Macbeth a torkának szegezi a kardját, mégsem végez vele, hiszen így is túl sok vér tapad a kezéhez. Váratlan könyörületességével teljesíti be saját végzetét. Macduff ugyanis azt kiáltja, hogy őt annak idején nem anya szülte, hanem kimetszették az anyja hasából. E szavakra a király úgy érzi, minden ereje elhagyja. Lám, ez a jóslat is éppúgy beteljesedik, mint az előző! Újabb küzdelem kezdődik, melyben Macduff keresztüldöfi a trónbitorlót, majd egyetlen csapással levágja a fejét. Ross felveszi a földről a koronát, letörli róla a vért, és királlyá koronázza Malcolmot. Macbeth levágott fejét lándzsán viszik körbe.
Múlik az idő, a szakadó esőben Donalbain ismerős tájon lovagol egymagában. A boszorkányok barlangjának közelében különös mormogást hall. Leszáll a lóról, és megindul a barlang felé…

## Háttér-információk

### A történelmi Macbeth
Bal hüvelykem bizsereg,

Gonosz lélek közeleg.
Mac Bethad mac Findlaích (mai skót gael írásmód szerint: MacBheatha mac Fhionnlaigh) Skócia királya volt 1040-től egészen 1057. augusztus 15-én bekövetkezett erőszakos haláláig. (Születési időpontja ismeretlen.) Uralkodása egyes feljegyzések szerint különösen véres időszaknak számított, ezért is nevezték „Rí Deircc”-nek (vörös király). Az utókor elsősorban William Shakespeare történelmileg nem teljesen hiteles drámájának köszönhetően, az angol írásmód szerint ismeri Macbeth nevét. Macbeth apja Findláech mac Ruaidrí, anyja egyes források szerint a lánya, mások szerint az unokája volt II. Malcolm (Máel Coluim mac Cináeda) skót királynak. Findláech mac Ruaidrít 1020 tájékán meggyilkolták. A krónikák Alba királyaként emlékeznek meg az elhunytról, akinek utóda (és feltételezett gyilkosa), Máel Coluim mac Máil Brigte 9 évvel később halt meg, tisztázatlan körülmények között. A források nem egyértelműek arra vonatkozóan, hogy fivére, Gille Coemgáin vagy Macbeth örökölte-e az Alba királya címet. Annyi bizonyos, hogy Gille Coemgáin 1032-ben meghalt, özvegyét, Groucht pedig Macbeth feleségül vette. A házaspár együtt nevelte Gille és Grouch fiát, aki később Lulach néven lépett trónra. 1034. november 25-én meghalt II. Malcolm. Utóda unokája, Duncan (Donnchad mac Crínáin) lett. A shakespeare-i drámával ellentétben Duncan fiatal király volt, aki fiatalon is halt meg. Uralkodása eleinte eseménytelenül telt, az 1030-as évek végére azonban kiéleződtek a személyével kapcsolatos konfliktusok. Macbeth 1040. augusztus 15-én Pitgavenynél (a mai Bothnagowan) legyőzte a trónbitorlónak tartott Duncan seregét, és megölte a királyt. A skót történelem ezen korszaka meglehetősen zavaros, mivel kevés forrás maradt fenn azokból az időkből, ráadásul ezek a krónikák gyakran ellentmondanak egymásnak. A krónikások viszont nagyjából egyetértettek abban, hogy a véres háborúk javarészt azért törtek ki, mert a soros uralkodót nem mindenki tartotta legitimnek. Duncan apja Macbeth ellen indult seregével, ám 1045-ben őt is legyőzték és megölték. Duncan özvegye a halott király két gyermekével (Máel Coluim mac Donnchada és Domnall Bán mac Donnchada alias Donalbane: a későbbi III. Malcolm, illetve III. Donald skót király) együtt elmenekült, alighanem Athol várába. Macbeth uralkodását – akárcsak elődeiét – a folytonos torzsalkodások és összecsapások jellemezték. Helyzete akkor vált súlyossá, amikor belekeveredett az angol trónért folytatott harcba, mely Godwin, Wessex earlje és Hitvalló Edvárd között tört ki. Macbeth 1052-ben ugyanis befogadta az Angliából száműzött normannokat, ezért Edvárd 1054-ben nagyszabású támadást intézett Skócia ellen. Az Ulsteri Krónika szerint a két sereg összecsapásában 3000 skót és 1500 angol katona vesztette életét, nem szólva a rengeteg sebesültről. Macbeth túlélte az ütközetet, de visszavonulásra kényszerült. Három évvel később a lumphanani csatában vesztette életét Duncan egyik fia, a későbbi III. Malcolm által. Utóda azonban – Shakespeare drámájával ellentétben – nem Malcolm lett, hanem saját mostohafia, Lulach.
Érdekes módon Macbethről a korabeli krónikák általában visszafogottan emlékeztek meg, és semmivel sem tartották őt kegyetlenebb vagy zsarnokibb királynak, mint elődeit. A későbbiekben azonban negatív legenda szövődött az alakja köré olyan íróknak köszönhetően, mint például a XIV. századi John of Fordun és Andrew of Wyntoun. Shakespeare szintén elég szabadon kezelte a figurát és a történelmi tényeket. A modern kori történészek megkíséreltek objektív képet alkotni Macbeth személyéről, ám az ellentmondásos forrásmunkák miatt inkább csak teóriákat tudtak gyártani. Ezek egyike, hogy tulajdonképpen Duncan támadta meg Macbethet, mivel besúgói szerint a nagyravágyó skót nemes veszélyeztette a hatalmát. A csatában viszont alulmaradt, így került ellenfele a trónra. Az új királynak köszönhetően kezdtek elterjedni a feudális viszonyok Skóciában. Macbeth állítólag még Rómába is elzarándokolt, hogy rávegye a pápát arra, hogy engedélyezze a kelta egyházat. (Nem járt sikerrel.) Bukásában közrejátszott az a tény, hogy az angol királyok már akkoriban is igyekeztek Skóciát az uralmuk alá hajtani, ráadásul a későbbi III. Malcolm – Macbethtel ellentétben – határozottan angolbarátnak volt mondható.

### Shakespeare drámája
De ki hitte volna, hogy az öreg emberben még annyi vér van?
A Macbeth Shakespeare egyik legismertebb és egyben legrövidebb drámája, amely valamikor 1603 és 1606 között keletkezett. Egyes feltételezések szerint a mű I. (Stuart) Jakab király 1603-as trónra lépésének tiszteletére íródott, hiszen a Stuartok Macbeth egykori barátját, az általa megöletett Banquót tekintették ősüknek. E teória hívei szerint Shakespeare az új királynak kívánt hódolni a negyedik felvonás elejével: a boszorkányok barlangjába látogató Macbeth előtt megjelenik nyolc király, s a tükröt tartó nyolcadikat követi Banquo szelleme. Vagyis Macbeth Banquo utódait látja maga előtt, a nyolcadik király pedig nem más, mint a dráma megírásakor uralkodó Jakab. Más magyarázók viszont az 1605-ös vagy 1606-os keletkezési évszámot tartják valószínűbbnek. Természetesen ők is a dráma szövegével indokolják a feltevésüket. Szerintük a második felvonás 3. színének elején a kapus monológja egyértelmű utalásokat tartalmaz korabeli peres ügyekre, különösen a jezsuita Henry Garnet perére, amely 1606 tavaszán zajlott. A három boszorkány figuráját állítólag az a három különös nőfigura – titokzatos jövendőmondók – ihlette, akikkel I. Jakab 1605 tavaszán találkozott Oxfordban: e találkozásról és a királyra gyakorolt hatásáról Shakespeare valószínűleg tudomást szerzett. Noha mindmáig nem sikerült pontosítani a Macbeth keletkezési idejét, abban mindkét tábor egyetért, hogy a mű bizonyosan 1607 előttről származik.
Nemcsak a keletkezés pontos dátuma vitatott, hanem az is, hogy vajon a teljes szöveg Shakespeare-től származik-e. 1623-ból maradt fenn ugyanis a dráma első írásos változata, ám ez rövidebb, mint a későbbiekben elterjedt verzió. Az első bővítésre állítólag már 1615-ben sor került: Thomas Middleton A boszorkány című drámájából került át két vers a Macbethbe, és valószínűleg Middleton keze nyomán került a darabba a harmadik felvonás 5. színe is, melyben a három boszorkány találkozik Hekatével, a mágia királynőjével. A betoldásokra azért lehetett szükség, mert a boszorkánytéma akkoriban igen népszerű volt az angol színpadokon, a Macbeth viszont nem volt túl sikeres, ezért kellett bele valami „közönségcsalogató” elem. A negyedik felvonásban az 1. szín bizonyos részletei állítólag szintén nem Shakespeare-től származnak, noha ezeket a betoldásokat a XIX. század végétől gyakran tekintik az eredeti szöveg szerves részének. Ugyanakkor egyes szakértők úgy gondolják, hogy kidolgozatlanságuk ellenére ezek a rövid közjátékok nyelvezetükkel annyira beleilleszkednek a shakespeare-i szövegbe, hogy szerzőségüket nem lehet kétségbe vonni. Szerintük helytelen kiindulópont az 1623-ból fennmaradt szöveget teljesnek tekinteni, hiszen az ilyesfajta fóliókba többnyire mindig rövidített szöveg került. Ők inkább arra hajlanak, hogy a dráma szövege nemhogy bővített lenne, hanem inkább csonkított, hiszen feltűnően rövidebb, mint például az Othello, a Lear király vagy a Hamlet. A rövidítés elméletét támasztja alá, hogy a Shakespeare-től megszokott részletes kidolgozottság helyett a Macbeth jószerivel az „akciók”-ra van kihegyezve, sőt a szerző más darabjaival ellentétben nemhogy a mellékszereplők, de maga a főszereplő is kevésbé kidolgozott figura. Mások viszont azzal magyarázzák a Macbeth feltűnő rövidségét, hogy I. Jakab egyáltalán nem szerette a hosszú előadásokat, és ezt Shakespeare-nek is tanácsos volt figyelembe vennie.
A drámaíró más történelmi személyekhez kapcsolódó valós motívumokat is felhasznált a Macbeth főszereplőinek jellemzéséhez. Raphael Holinshed Angolországi, Skótországi és Írországi Krónikájából Shakespeare többször is ihletet merített. E műben talált feljegyzést egy bizonyos Donwaldról, aki különböző gyanús nőszemélyekkel, banyákkal és boszorkányokkal cimborált. Donwaldnak volt egy becsvágyó felesége is, aki arra buzdította a férjét, hogy ölje meg Duff királyt, és lépjen a helyére. Ez be is következett, ám Donwaldot élete végéig lelkifurdalás gyötörte. Shakespeare drámájában Macbeth előtt megjelenik a meggyilkolt Banquo szelleme. Holinshed krónikája szerint Kenneth király volt az, akit meggyilkolt unokaöccse árnya addig kísértett, míg végül az uralkodó megőrült.

### A „Macbeth-átok”
Mielőtt befejezi vaksi röptét

A denevér, mielőtt álmosan

Elzümmögi Hekaté szaruszárnyú

Bogara az éj altató jelét:

Iszonyú tett történik.
Shakespeare darabja köré meglepően hamar legenda szövődött, mely szerint a drámát elátkozták, és szerencsétlenséget hoz mindenkire, aki kapcsolatba kerül vele. Állítólag az angol színészek évszázadok óta még a címét sem mondják ki, csak úgy emlegetik, hogy „that play” (az a darab) vagy „the scottish tragedy” (a skót tragédia). A baljóslatú események az 1606. december 26-án tartott előadással kezdődtek. A Lady Macbethet alakító színész – ahogyan a Szerelmes Shakespeare című filmből is köztudott, azokban az években az angol színpadokon a női szerepeket is férfiak játszották –, Hal Berridge titokzatos eredetű lázban váratlanul meghalt. A szerepet maga Shakespeare vette át, aki eredetileg a kapust játszotta volna. A premieren részt vett I. Jakab angol király (skót uralkodóként: VI. Jakab), akinek annyira nem tetszett a dráma, hogy rögvest be is tiltotta. A király haragját többféle okkal magyarázták. Jakab a történetírók szerint erősen hitt a mágiában és a természetfölötti erőkben, ezért rossz néven vette, hogy Shakespeare kifecsegi a boszorkányok titkos praktikáit, különleges varázsigéit. A boszorkánymesterek – állítólag magának az uralkodónak a parancsára – megátkozták a drámát. Valószínűbb azonban, hogy a betiltás hátterében gyakorlatiasabb okok álltak. I. Jakab a lefejezett Stuart Mária fia volt, aki anyja ellenfelét, I. Erzsébet királynőt követte az angol trónon, noha korábban – pénz ellenében – ígéretet tett az uralkodónőnek arra, hogy nem fog trónkövetelőként fellépni. Nem kizárt, hogy a király úgy gondolta, a trónbitorló Macbeth személyén keresztül Shakespeare valójában ellene intéz burkolt támadást.
A szerencsétlenségek a későbbiekben is folytatódtak. 1672-ben Amszterdamban a címszerepet játszó színész tisztázatlan okokból kelléktőr helyett valódi késsel támadt a Duncant alakító színészre, és valóban megölte őt a közönség szeme láttára. 1775-ben a nézők kis híján megverték Sarah Siddons színésznőt, mert elégedetlenek voltak Lady Macbethként nyújtott alakításával. 1849-ben a New York-i Astor Palace nézőterén a Macbeth előadása közben zavargás tört ki, és a tumultusban 31 embert halálra tapostak. A modern színjátszás atyjaként emlegetett Sztanyiszlavszkij 1900-ban a moszkvai Művész Színházban kívánta megrendezni a darabot. Miután a súgó váratlanul meghalt a súgólyukban, Sztanyiszlavszkij nem folytatta tovább a munkát, a bemutató elmaradt. 1926-ban Sybill Thorndike színésznő élt át nehéz perceket, mivel termetes partnere az egyik jelenetben majdnem megfojtotta. 1948-ban Diana Wynard még rosszabbul járt: alvajárás közben elvétette a lépést a díszletemelvényen, és körülbelül 5 métert zuhant. 1934-ben Malcolm Keen játszotta volna Macbeth szerepét, ám a jeles színész képtelen volt megszólalni a színpadon ebben a szerepben. Alister Sim lett volna az utóda, ő viszont váratlanul belázasodott, akárcsak évszázadokkal korábbi előde, Hal Berridge. Laurence Olivier sem úszta meg baj nélkül az elátkozott darab bemutatását. Egy 1937-es előadáson a magasból lezuhant egy több mint tízkilós ellensúly, és a színész élete csupán néhány centiméteren múlt. Ráadásul az egyik jelenetben eltörött Olivier kardja, a letört penge pedig nagy ívben a nézőtérre repült, ahol megsebesítette az egyik nézőt, aki az izgalmak miatt szívrohamot kapott. A nagy Shakespeare-színész 1955-ben Stratford-upon-Avonban lépett színpadra Macbeth szerepében. Kardja egy tragikus véletlen folytán belefúródott partnere, Keith Michell szemébe. Olivier sem maradt sértetlen: lezuhant egy 6 méter magas emelvényről. 1942-ben a John Gielgud nevével fémjelzett előadássorozatot kísérte balszerencse: előbb a Duncant alakító színész halt meg, majd a három boszorkányt játszó színésznők közül ketten. Szomorú ráadásként a díszlet- és jelmeztervező az előadáshoz készített munkái között lett öngyilkos. 1953-ban a Bermudákon tartott szabadtéri előadások egyikén Charlton Heston súlyos égési sérüléseket szenvedett a lábszárán és a lágyékán, mivel valaki benzinbe áztatta a jelmeznadrágot. Magyar tragédia is kapcsolódik a Macbethhez. 1971. november 5-én a Miskolci Nemzeti Színházban a jelmezes főpróba közepén a címszerepet játszó 38 éves Upor Péter szívrohamot kapott, és meghalt. (A szerepet Paláncz Ferenc vette át a néhány héttel későbbi premieren.)
A felsoroltakon kívül az átok számos esetben csupán a bukásban, illetve egyes színészek magánéletében (például a premiert követő váratlan szakításokban és válásokban) érvényesült. Ugyanakkor nem szabad elhallgatni azt a tényt sem, hogy a Macbeth számos alkalommal került a közönség elé mindenfajta baljós kísérőjelenség nélkül. A filmváltozatok némelyikét viszont szintén sújtotta a „Macbeth-átok”, ámbár 1908 és 1910 között négy feldolgozás is készült baj nélkül, sőt később Akira Kuroszava is számottevő problémák nélkül forgatta le a japán verziót a Véres trón (1957) címmel. Nem mindenkinek volt azonban ilyen szerencséje. Az 1903-as némafilmváltozat két főszereplőjének – Godfrey Tearle és Edmund Gwenn – bajvívó jelenete például túl jól sikerült. Tearle kis híján életét vesztette, mikor megsebesült, Gwenn pedig olyan sérülést szenvedett, melynek nyomai örökre megmaradtak. A múlt század közepén grúz filmesek akartak készíteni egy orosz nyelvű változatot. A külső helyszíneken zajló forgatást szomorú esemény szakította félbe: ételmérgezés történt, amelyben a stáb 9 tagja meghalt. 1969-ben az MGM egyik stúdiójában tűz ütött ki. Később megállapították, hogy a lángok az egyik irodai asztalnál keletkeztek, ahol valaki égve felejtett egy cigarettát. Az asztalon egy tervezési fázisban lévő produkció forgatókönyve hevert, a Macbeth. Orson Welles amerikai (rendezői) karrierjét állítólag a Macbeth filmváltozata (1948) tette végleg tönkre. Uzsorakamattal felvett kölcsönből forgatta a filmet, amely azonban csúfosan megbukott, ráadásul Wellest is akkoriban hagyta el világszép felesége, Rita Hayworth. A kegyelemdöfést a Velencei Filmfesztivál zsűrije adta meg, amikor Welles Macbethje helyett Olivier Hamletjét díjazta. A legendagyártók szerint Roman Polański második felesége, a gyönyörű és állapotos Sharon Tate tragédiáját is a „Macbeth-átok” okozta, mivel a lengyel rendező az 1969-es gyilkosság idején éppen a Shakespeare-darab megfilmesítését készítette elő. Bármilyen tetszetősen és izgalmasan is hangzik mindez, valójában tipikus „nagyvárosi legenda”: Polański akkoriban ugyanis Robert Merle Állati elmék című regényéből akart filmet forgatni, és ennek érdekében utazott 1969 nyarán Londonba. A bürokráciának köszönhette, hogy nem lett a „Manson család” áldozata. Az utolsó pillanatban derült ki ugyanis, hogy Polańskinak már nem érvényes az amerikai vízuma. Mivel épp péntek délután volt, meg kellett várnia a hétfőt, hogy új vízumot szerezzen. Az összesen öt áldozatot követelő Los Angeles-i mészárlás azon a hétvégén történt. A Sharon brutális halála miatt összeroppant Polański félbehagyta a Merle-mű megfilmesítésének munkálatait.

### A filmváltozat

#### A forgatókönyv
Még mindig érzem a vér szagát. Arábia minden fűszere nem édesíti meg már ezt a kis kezet. Ó, ó, ó!
Polański munkával próbálta elterelni a gondolatait a tragédiáról, de az Állati elmékhez már nem tért vissza. Henri Charrière Pillangó című bestsellerének megfilmesítését tervezgette Warren Beatty főszereplésével, a projekt azonban anyagi okok miatt végül nem valósult meg. Shakespeare véres királydrámája megfelelő alapanyagnak tűnt, ami lehetőséget adott Polański számára, hogy „kirendezze” magából a Tate-gyilkosság miatti fájdalmát. A híres brit színikritikussal, a Shakespeare-szakértőnek számító Kenneth Tynannel közösen írta a forgatókönyvet, melyhez részletes storyboardot is készített. Nem tértek el jelentősen az eredeti szövegtől, a pszichológiai megközelítés érdekében azonban bizonyos részeket belső monológgá alakítottak át, és néhány ponton átértelmezték a drámát. Az egyik fontos változtatás a szereplők életkora volt. 3 évvel korábban Franco Zeffirelli már nagy feltűnést keltett azzal, hogy a Rómeó és Júlia (1968) általa rendezett világsikerű filmváltozatában szakított a begyöpösödött hagyományokkal, és a két főszerepet nagyjából olyan korú fiatalokra bízta, mint amilyeneknek Shakespeare eredetileg megírta őket. Polański és Tynan szintén eltértek a színjátszási hagyományoktól, amikor Macbethet és feleségét „megfiatalították”. Az ő értelmezésükben a házaspárt egyszerre jellemzi a fiatalok nagyravágyása, meggondolatlansága és tapasztalatlansága: „Újoncok vagyunk még a tettben” – ahogyan maga Macbeth mondja az eredeti szövegben. A forgatókönyvírók szerint a való életben azok, akik a legnagyobb gonoszságokat elkövetik, olykor egyáltalán nem félelmetesek vagy taszítóak. Lady Macbethet például gyakran játszották zsémbes perszónaként, ám Polańskinál a figura nőiesebb és lágyabb lett, ami még jobban kiemelte tetteinek szörnyűségét. Jelentős változáson ment keresztül Ross figurája is, aki a filmben egyértelműen Macbeth bűntársa: valójában ő Banquo harmadik gyilkosa, akit a drámában nem említenek név szerint, és ő teszi lehetővé, hogy a merénylők bejussannak Macduff várába, ahol legyilkolják a férfi családját. Ugyanakkor köpönyegforgató nemes is, aki azért fordít hátat a trónbitorlónak, mert reményeivel ellentétben Macbeth nem őt, hanem Seytont nevezi ki thánnak. A film végén Ross éppoly lelkesen helyezi a koronát Malcolm fejére, és élteti őt új királyként, mint ahogyan a mű elején tette Macbethtel. Shakespeare drámája Malcolm megkoronázásával ér véget, a filmváltozat azonban továbbfolytatódik, és mellőzi az új király záróbeszédét. Visszatérünk oda, ahonnan elindultunk: ezúttal Donalbaint látjuk, a királlyá koronázott Malcolm fivérét, amint belép a boszorkányok barlangjába, ahol alighanem ugyanolyan gyilkos gondolatokat ébresztő jóslatot fog kapni, mint a történet elején Macbeth. Ezzel a befejezéssel Tynan és Polański azt sejteti, hogy a vérengzés nem ért véget a trónbitorló halálával, a hatalomvágy és a gyilkos ösztönök továbbélnek.

#### A producer és a szereplők
Merek annyit, amennyit férfi merhet;

Aki többet mer, nem ember.
A nagy hollywoodi stúdiók egyáltalán nem tülekedtek azért, hogy finanszírozzák Polański új filmjét, noha előző alkotása, a Rosemary gyermeke (1968) kiugró kasszasiker volt, a készülő produkció iránti érdeklődést pedig előre garantálta az a tény, hogy Sharon Tate halála óta Polański még nem rendezett filmet. Végül a rendező jó barátja, Victor Lownes, a Playboy angol kiadója oldotta meg a problémát. Nemcsak beszállt a gyártási költségekbe, hanem rávette az amerikai anyalap tulajdonosát, Hugh M. Hefnert is, hogy vegyen részt a film elkészítésében. Egyesek szerint a minden igényessége ellenére „szexlap”-ként számon tartott Playboy közreműködése miatt volt szükség arra, hogy Lady Macbeth meztelen legyen az alvajáró jelenetben. Tynan és Polański azonban cáfolták ezt a híresztelést, és azt állították, hogy a meztelen jelenet már a Playboy színrelépése előtt szerepelt a forgatókönyvben. Akárhogy is volt, az tény, hogy a Lady Macbeth megformálására kiszemelt Tuesday Weld éppen azért mondta le a szerepet, mert nem volt hajlandó meztelenül mutatkozni a kamerák előtt. Már elkezdődött a forgatás, mire megtalálták az utódát Francesca Annis személyében. A főszerepet eredetileg a kitűnő Albert Finney-nek szánták, ő azonban csak azzal a feltétellel vállalta volna a munkát, ha a rendezést is rábízzák. Ez teljesíthetetlen kérés volt, ezért az alkotók új Macbeth után néztek. Jelentkezőkben nem volt hiány: a „véres király”-t például szívesen eljátszotta volna két, szinte ismeretlen színész, Jon Finch és Martin Shaw is. Polański végül Finchnek adta a szerepet, aki olyan meggyőző alakítást nyújtott, amellyel még Alfred Hitchcock figyelmét is felkeltette. Hitchcock a következő évben, 1972-ben forgatta a Téboly című krimijét – több évtizedes hollywoodi kitérőjét követően ismét Angliában –, amelynek hatásmechanizmusába ravaszul beépítette azt a lehetőséget, hogy a véres Polański-film után a nézők önkéntelenül is hajlamosak lesznek azt hinni, hogy Jon Finch gyilkost játszik a Tébolyban is. Egyébként Martin Shaw sem maradt ki a Macbethből, mivel Polański rábízta Banquo szerepét.

#### Értelmezési lehetőségek
Lemossa-e Neptunus óceánja

Ezt a vért?
A Macbeth Polański számára felért egy pszichoterápiával, noha a rendező utólag tagadta, hogy ilyen indíttatásból látott volna munkához. Az viszont tény, hogy sem előtte, sem utána nem készített még egy ilyen kegyetlen és vérben tocsogó filmet. Vannak olyan elméletek, hogy a rengeteg vérrel Polański valójában felesége brutális halálának emlékképeit szerette volna „kimosni” az agyából. Állítólag a forgatás idején a stáb néhány tagja, sőt maga Kenneth Tynan is figyelmeztette Polańskit, hogy túl sok a vér, ám a rendező erre így felelt: „Valóban sok lenne? Láttad volna a házamat tavaly nyáron!” A tragédia emléke kétségtelenül rányomta bélyegét a Macbethre. Duncan király meggyilkolása például az eredeti drámában a színpadon kívül történik, Polański filmjében azonban döbbenetes részletességgel látható, amint Macbeth számos késszúrással megöli az idős uralkodót. (A Tate-gyilkosságok több áldozatát – magát a színésznőt is – késekkel szurkálták halálra.) A Macduff várában lezajlott mészárlás megrendezéséhez Polański gyerekkorának egyik nyomasztó emlékét is felhasználta, amikor SchutzstaffelSS-tisztek forgatták fel krakkói házukat. Macbeth emberei ebben a jelenetben a gyerekeket sem kímélik. Az egyik áldozatot egy művérrel alaposan összekent négyéves kislány alakította, akinek Polański megmutatta, hogyan játsszon halottat. Utána megkérdezte a gyerek nevét is: a kislányt Sharonnak hívták. A 6 hónapig tartó forgatás egyébként kis híján valódi tragédiával kezdődött. A Snowdonia Nemzeti Parkban az egyik segédoperatőrt a hirtelen feltámadt erős szél már az első napon egy hasadékba sodorta, de szerencsére megúszta a balesetet. Kellemetlen perceket élt át az egyik kaszkadőr is. Az egyik jelenetben ugyanis egy medve látható, amint kutyák támadnak rá. Polański először megpróbálta igazi medvével felvenni a jelenetet, ám az első állat túl félénk volt, a második viszont a frászt hozta a stáb tagjaira. Végül a rendező úgy döntött, hogy állatbőrbe bújt kaszkadőrrel veszi fel a jelenetet. A kaszkadőr úgy tudta, egyetlenegy kutya fog rátámadni, a felvétel kezdetekor viszont Polański arra utasította az illetékest, hogy három kutyát eresszen a „medvére”. Szegény kaszkadőr persze ordított, hogy szedjék le róla a kutyákat, ám a jelenet úgy sikerült, ahogyan a rendező szerette volna. A rossz időjárás, a felmerült technikai nehézségek és Polański minden apró részletre kiterjedő precizitása miatt a produkció forgatása fél évet vett igénybe, és 600 ezer dollárral lépte túl az eredetileg tervezett 2,5 milliós költségvetést.

#### A fogadtatás
Kis cicám, légy ártatlan a tudásban

S csak a sikernek tapsolj!
A Macbeth volt a Playboy Productions első filmes vállalkozása. Egy darabig úgy tűnt, az utolsó is, hiszen Polański opuszának fogadtatása vegyes volt, a nagy kereskedelmi siker pedig elmaradt. A kritikusok – ahogy az várható volt – főleg az erőszakot, a sok vért és a meztelenséget kifogásolták. Szóvá tették még, hogy a rendező képletesen is erőszakot követett el Shakespeare művén, mivel a befejezés megváltoztatásával elmaradt a katarzis: Polański pesszimista látásmódjának köszönhetően a néző az ismétlődő erőszak örvényébe kerül vissza. Ugyanakkor elismerték, hogy a film rendkívül szuggesztív, és Polański következetesen valósította meg saját koncepcióját, még ha az szerintük nem is egyezik meg Shakespeare-ével. Elhangzott még az is, hogy a Macbeth a korhűségre való törekvés ellenére is helyenként anakronisztikus: az egyik jelenetben például Geoffrey Chaucer egyik verséből (Merciles Beautè) hangzik el egy részlet, noha Macbeth a XI. században élt, Chaucer viszont három évszázaddal később. A rendező a premiert követően az Evening Standardnek adott interjújában cinikusan nyilatkozott a Playboy Productionsről, és lényegében elhatárolódott a cégtől. Victor Lowness annyira megsértődött Polański „árulásán”, hogy megszakította vele a barátságot. Annak ellenére sem békültek ki, hogy szinte egy időben váltak kegyvesztetté: az 1970-es évek közepén Lownest gyanús ügyletek miatt menesztették a Playboytól, miután majdnem csődbe vitte a céget, Polańskit pedig egy kiskorú lány megerőszakolásával vádolták meg.

## A magyarországi bemutató
Szép a rút és rút a szép:

Sicc, mocsokba, ködbe szét!
A Macbeth volt a második Polański-film, amely – bő egy évtizeddel a Kés a vízben (1961) után – a magyar mozik műsorára került. A hazai premier tulajdonképpen kultúrpolitikai merészség volt, hiszen Nyugatra távozása után Polański nemkívánatos alkotónak számított a keleti blokk országaiban. Az akkoriban monopolhelyzetben lévő hazai forgalmazócég, a MOKÉP valószínűleg Shakespeare-re hivatkozva tudta kijátszani az éber filmcenzorokat, és bemutatni a Macbethet a magyar közönségnek. Szinte hihetetlen, de a film vágatlanul ment át a szűrőn, ami azért is meglepő, mert a hazai nézők azokban az években jóval visszafogottabb alkotásokhoz voltak szoktatva, a Macbeth viszont elég sok véres jelenetet tartalmaz. Ennek ellenére nem a legszigorúbb besorolási kategóriát kapta, vagyis megtekintésének alsó korhatára 18 helyett 16 év volt. A Film Színház Muzsika kritikusa, Kürti László így írt a műről a lap 1974. február 9-i számában:
„A korrajz döbbenetesen hiteles, Polański a kitűnő operatőr, Gil Taylor segítségével azt a régi Skóciát varázsolja elénk, amely a shakespeare-i hősök lételeme, ahol a vajákos jóslat is megfér a realitás keretei között, mert a boszorkányok a társadalom leprás számkivetettjeiként jelennek meg, és ahol a lelkifurdalás megtestesedő csodáinak is rendre megvan a pszichológiai magyarázatuk. Sáros utakon, szűk várudvarokban, mécsesek világította rideg termekben elevenedik meg a hatalom gátlástalan megszerzésének, zsarnoki őrzésének és elvesztésének története. […] Nincs a színdarabban olyan, a színfalak mögött játszódó gyilkolás, amely itt ne a maga alapos, precíz végrehajtásával elevenedne meg. Akasztás, oldalbaszúrás, letaglózás – a részletekig kidolgozott szakértelemmel, és vér, vér méretlenül. […] A néző, akit egyébként óvnak a rémfilmek műfajától, viszolyogva fogadhatja ezeket a durván sokkoló eszközöket, amelyek egy egészében nagy tehetséggel megcsinált film fogyatékosságai, és olykor bizony óhatatlanul elterelik a figyelmet a dráma mélyebb rétegeiről az elborzasztó látványosság felé.”

## Főszereplők
- Jon Finch (Macbeth)
- Francesca Annis (Lady Macbeth)
- Martin Shaw (Banquo)
- Terence Bayler (Macduff)
- John Stride (Ross)
- Nicholas Selby (Duncan)
- Stephen Chase (Malcolm)
- Paul Shelley (Donalbain)
- Maisie MacFarquhar (első boszorkány)
- Elsie Taylor (második boszorkány)
- Noelle Rimmington (harmadik boszorkány)
- Noel Davis (Seyton)
- Sydney Bromley (kapus)
- Richard Pearson (orvos)
- Keith Chegwin (Fleance)
- Diane Fletcher (Lady Macduff)
- Mark Dightam (Macduff fia)
- Michael Balfour (első gyilkos)
- Andrew McCulloch (második gyilkos)

## Fontosabb díjak és jelölések
- 1972 NBR-díj: A legjobb angol nyelvű film
- 1973 BAFTA-díj: Anthony Mendleson (legjobb jelmez)
- 1973 BAFTA-jelölés: The Third Ear Band (Anthony Asquith-díj a legjobb filmzenéért)

## További információ
- Macbeth a PORT.hu-n (magyarul)
- Macbeth az Internet Movie Database-ben (angolul)
- Macbeth a Rotten Tomatoeson (angolul)
- Macbeth a Box Office Mojón (angolul)